# San Angelo
San Angelo è una città e il capoluogo della contea di Tom Green nel Texas, negli Stati Uniti. È situata nella Concho Valley, una regione del Texas occidentale tra il Bacino Permiano a nord-ovest, il deserto di Chihuahua a sud-ovest, la pianure Osage a nord-est e il Texas centrale a sud-est. Secondo una stima del censimento del 2019, San Angelo aveva una popolazione di 101 004 abitanti. È la città principale e il centro dell'area metropolitana di San Angelo, che ha una popolazione di 118 182 abitanti. San Angelo ospita la Angelo State University, lo storico Fort Concho e la Goodfellow Air Force Base. Inoltre è sede della diocesi di San Angelo.

## Geografia fisica
Secondo lo United States Census Bureau, ha un'area totale di 59,14 mi² (153,17 km²).

## Storia
Prima dell'arrivo degli europei, San Angelo era il principale di luogo di ritrovo della tribù dei Jumano. A partire dal 1600, l'area era stata abitata per oltre mille anni da vari popoli indigeni.
Nel 1632, una missione di breve durata di francescani sotto gli auspici spagnoli fu fondata nell'area per servire gli indiani.
La missione fu guidata dai frati Juan de Salas e Juan de Ortega, con Ortega che rimase per sei mesi.
L'area fu visitata durante la spedizione di Castillo-Martin del 1650 e dalla spedizione di Diego de Guadalajara del 1654.
Durante la colonizzazione della regione, San Angelo era al confine occidentale della regione chiamata Texas, successivamente rivendicata negli anni 1800 da Spagna, Messico, Repubblica del Texas e infine dagli Stati Uniti, nel 1846.
L'attuale città di San Angelo fu fondata nel 1867, quando gli Stati Uniti costruirono Fort Concho, uno di una serie di nuovi forti progettati per proteggere la frontiera. Il forte ospitava cavalleria, fanteria e la famosa cavalleria nera, conosciuta anche come Buffalo Soldiers dagli indigeni americani.
Il colono Bartholomew J. DeWitt fondò il villaggio di Santa Angela fuori dal forte all'incrocio dei fiumi Concho nord e sud. Chiamò il villaggio come sua moglie, Carolina Angela. Il nome alla fine fu cambiato in San Angela. Il nome cambiò di nuovo in San Angelo nel 1883 su insistenza del servizio postale degli Stati Uniti, poiché San Angela era grammaticalmente sbagliato in spagnolo. La città divenne un centro commerciale per agricoltori e coloni dell'area, così come una cowtown senza legge piena di bordelli, saloon e case da gioco.
Dopo essere stata designata come capoluogo della contea, la città crebbe rapidamente negli anni 1880, aiutata dal fatto di essere sulla rotta di ferrovie di nuova costruzione. Divenne un centro di trasporto centrale per la regione. La Santa Fe Railroad arrivò nel 1888 e la Kansas City, Mexico and Orient Railway nel 1909. Dopo uno scoppio di tubercolosi negli Stati Uniti nei primi anni del 1900, molti pazienti si trasferirono a San Angelo. Visto che i medici potevano solo raccomandare il riposo in climi secchi e caldi. Chi soffriva di tubercolosi andava a San Angelo per curarsi.
Nel 1928, la città fondò il San Angelo College, uno dei primi istituti di istruzione superiore della regione. Il San Angelo College, uno dei primi college comunali, con il tempo è cresciuto talmente tanto che alla fine divenne la Angelo State University. I militari tornarono a San Angelo durante la seconda guerra mondiale con la fondazione della Goodfellow Air Force Base, che all'epoca era stata incaricata di addestrare i piloti. San Angelo crebbe in modo esponenziale durante il boom petrolifero degli anni 1900 quando furono trovate grandi quantità di petrolio nell'area e la città divenne un centro regionale dell'industria petrolifera e del gas.
Il San Angelo Independent School District divenne uno dei primi in Texas ad integrarsi, facendolo volontariamente nel 1955.

## Società

### Evoluzione demografica
Secondo il censimento del 2010, la popolazione era di 93 200 abitanti, con una crescita del 5,57% rispetto al 2000.

### Etnie e minoranze straniere
Al 2010, la composizione etnica della città era formata dall'80,38% di bianchi, il 4,63% di afroamericani, lo 0,82% di nativi americani, l'1,14% di asiatici, lo 0,09% di oceanici, il 9,99% di altre razze, e il 2,95% di due o più etnie. Ispanici o latinos di qualunque razza erano il 38,48% della popolazione.